# Seznam malijskih pesnikov
Seznam malijskih pesnikov.

## A
- Abdoulaye Ascofaré
- Ibrahima Aya

## B
- Amadou Hampâté Bâ (1900/1 - 1991)
- Adame Ba Konaré

## D
- Massa Makan Diabaté (1938–1988)
- Aïda Mady Diallo
- Alpha Mandé Diarra (1954– )
- Oumou Diarra (1967– )

## F
- Doumbi Fakoly (1944– )
- Aïcha Fofana (1957–2003)

## G
- Aïssatou Guido (1941– )

## K
- Aoua Kéita (1912–1980)
- Fatouma Keïta (1977– )
- Moussa Konaté
- Seydou Badian Kouyaté (1928 - 2018) (pisatelj)

## O
- Yambo Ouologuem (1940–2017)

## P
- Ahamadou Maiga dit Prince (1974– )

## S
- Bernadette Sanou Dao (1952– )
- Bamekan Soucko Bathily

## T
- Fanta-Taga Tembely (1946– )
- Aminata Traoré (1942– )
- Falaba Issa Traoré (1930–2003)